# Cybosia eborea
Cybosia eborea är en fjärilsart som beskrevs av Eugen Johann Christoph Esper 1786. Cybosia eborea ingår i släktet Cybosia och familjen björnspinnare. Inga underarter finns listade i Catalogue of Life.